# Allonautilus scrobiculatus
Allonautilus scrobiculatus és una espècie mol·lusc cefalòpode de la família Nautilidae nativa de les aigües de Nova Guinea, específicament Nova Bretanya i Salomó. A. scrobiculatus es reconeix ràpidament pel seu llombrígol gran i obert, que ocupa el 20% del diàmetre de la conquilla. La conquilla d'Allonautilus scrobiculatus fa al voltant de 18 cm, encara que l'espècimen més gran mesurat mesurava 21,5 cm.
Inicialment aquesta espècie, juntament amb A. perforatus, van ser incloses al gènere Nautilus, però a causa de les seves diferències morfològiques actualment tenen el seu propi gènere. Les brànquies i les estructures reproductives són molt diferents de les dels membres del gènere Nautilus.

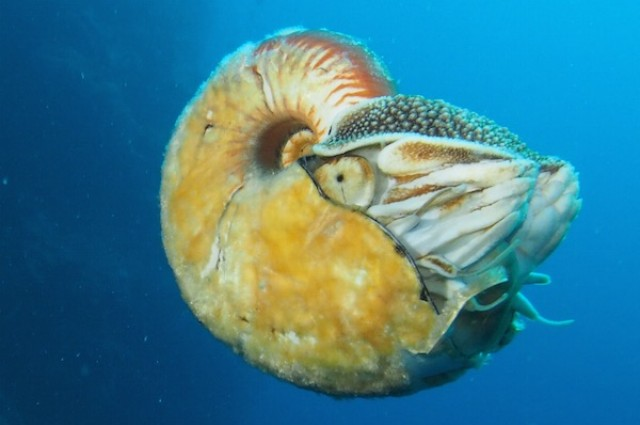
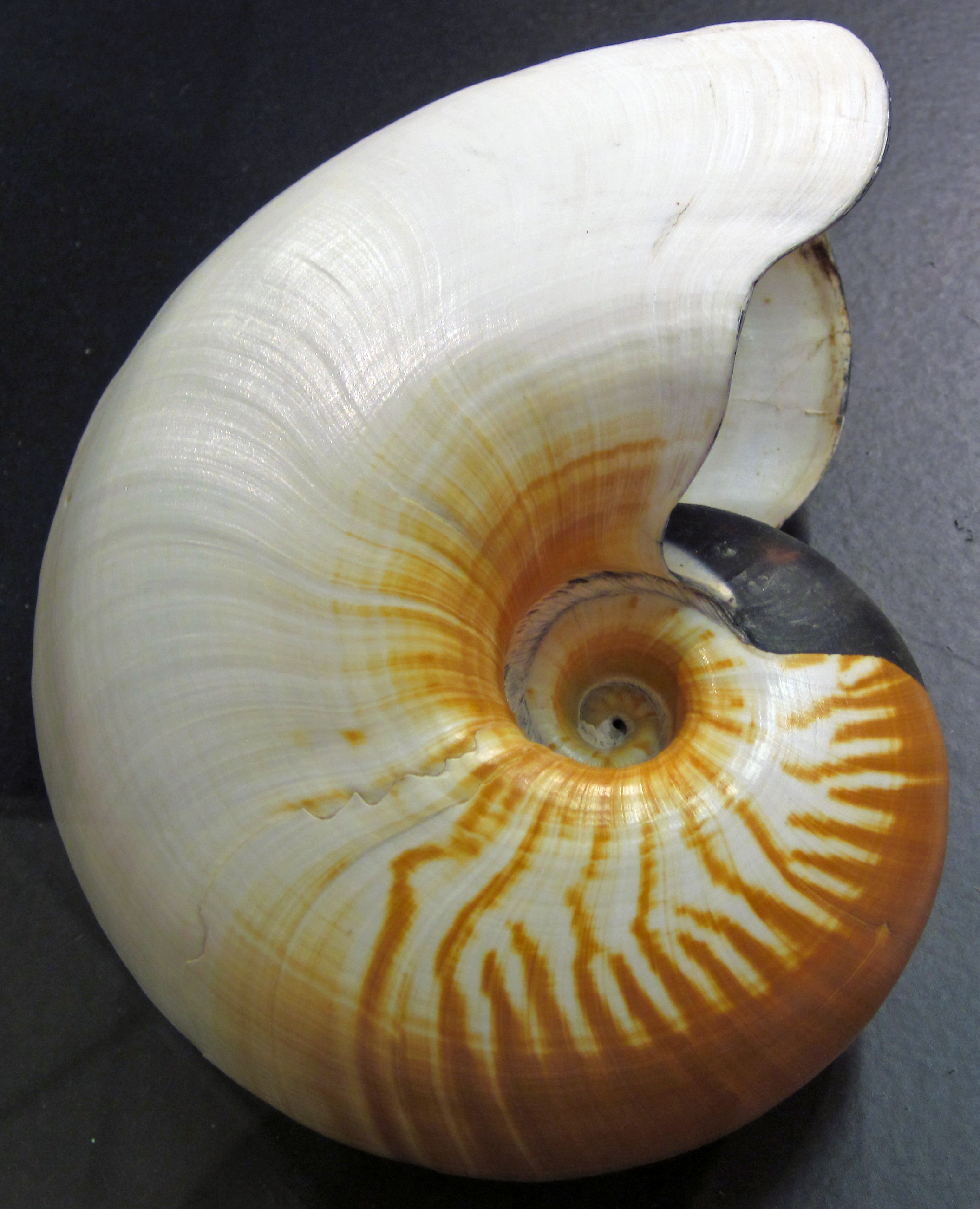